# Alexander Melville Bell
Pour les articles homonymes, voir Bell.
Alexander Melville Bell, né le 1er mars 1819 à Édimbourg et mort le 7 août 1905 à Washington, D.C. est un universitaire et chercheur dans le domaine de la phonétique acoustique. De nationalité britannique expatrié aux États-Unis, il est l'auteur de nombreux ouvrages sur l'orthoépie et l'élocution. Il est l'inventeur du Visible Speech, une méthode créée afin d'enseigner la parole aux sourds. Il est le père d'Alexander Graham Bell.

## Œuvres
Quelques-unes des 93 publications de Melville Bell,:
- Steno-Phonography (1852)
- Letters and Sounds (1858)
- The Standard Elocutionist (1860)
- Principles of Speech and Dictionary of Sounds (1863)
- Visible Speech: The Science of Universal Alphabetics (1867)
- Sounds and their Relations (1881)
- Lectures on Phonetics (1885)
- A Popular Manual of Visible Speech and Vocal Physiology (1889)
- World English: the Universal Language (1888)
- The Science of Speech (1897)
- The Fundamentals of Elocution (1899)